# La Pobla Tornesa
La Pobla Tornesa (hiszp. Puebla-Tornesa) – gmina w Hiszpanii, we wspólnocie autonomicznej Walencja, w prowincji Castellón, w comarce Plana Alta.
Powierzchnia gminy wynosi 25,8 km². W 2018 roku liczba ludności wynosiła 1208. Wysokość bezwzględna gminy równa jest 298 metrów. Współrzędne geograficzne gminy to 40° 06’ 04” N 0° 00’ 05” W. Kod pocztowy do gminy to 12130.
W 2015 roku burmistrzem gminy został José Carlos Selma Miguel. W sierpniu i wrześniu w gminie odbywają się regionalne fiesty.

## Demografia
| 1990 | 1992 | 1994 | 1996 | 1998 | 2000 | 2002 | 2004 | 2005 |
| ---- | ---- | ---- | ---- | ---- | ---- | ---- | ---- | ---- |
| 503  | 512  | 526  | 529  | 532  | 558  | 614  | 670  | 790  |